# شلايشر إيه إس إتش 25
شلايشر إيه إس إتش 25  (بالإنجليزية: Schleicher ASH 25)‏ هي طائرة شراعية، عالية الأداء، وبمقعدين. أنتجت في ألمانيا. من صناعة شلايشر. صنع منها 260 طائرة.